# 看 (专辑)
《看》是1988年11月17日，森高千里发表的第三张音乐专辑。

## 解説
- 算上前作《Meher（日语：ミーハー (森高千里のアルバム)）》和夏天发行的迷你专辑《罗曼蒂克》在内，森高小姐当年总共发行了三张专辑。和单曲比，其领先一步在Oricon榜上取得了最高第五位的成绩。本作品的LP唱片是最后发行的版本，作为稀有盘，在二手唱片市场上卖出了高价。
- 专辑也收录了单曲《ALONE》。虽无特别标记，但其音源与单曲版的不同。此外，曲目《Stress》在来年以《The Stress（日语：ザ・ストレス）》的名义作为了单曲发售。
- 从本作开始，增加了森高小姐本人的作词作品，从次作《非实力派宣言（日语：非実力派宣言）》开始，除了主打曲外，其他曲子的作词全是由森高小姐本人担当的。
- 《ALONE》、《LET ME GO》的由齐藤英夫（日语：斉藤英夫）重编曲的版本，在精选集《森高Best（日语：森高ランド）》中收录了。

## 收录曲
- 全作詞：森高千里（特殊表记以外）

1. - 作曲、编曲：斉藤英夫（日语：斉藤英夫）
2. - 作曲、编曲：斉藤英夫
3. - 作詞：鈴木エキス、作曲、编曲：山本拓巳
4. ALONE
  - 作曲、编曲：安田信二（日语：安田信二）
  - 虽然包装上没有表示，但比单曲盘的音源要长。
5. ストレス（日语：ザ・ストレス）
  - 作曲、编曲：斉藤英夫
6. - 作曲、编曲：斉藤英夫
7. - 作詞：、作曲、编曲：島健（日语：島健）
8. - 作曲、编曲：斉藤英夫
9. LET ME GO}}
  - 作词：伊秩弘将（日语：伊秩弘将）、森高千里、作曲：安田信二、编曲：山本拓巳